# Synecdemus
Synecdemus (in greco Συνέκδημος?, Synekdemos, "Peregrinazione") è un'importante opera geografica bizantina del VI secolo contenente le eparchie (suddivisioni amministrative) dell'impero bizantino, con l'elenco delle città contenute in ciascuna di esse.

## Storia
L'opera viene attribuita a Ierocle (greco: Ἱεροκλῆς; in latino Hierocles Grammaticus) ed è stata composta durante il regno di Giustiniano I, prima tuttavia del 535 in quanto le 912 città dell'impero elencate sono distribuite in 64 eparchie. Il Synecdemus è una delle opere più preziose in nostro possesso per conoscere la geografia politica orientale del VI secolo. L'opera di Ierocle, insieme a quella di Stefano di Bisanzio, è la principale fonte dell'opera di Costantino VII sui themata (De thematibus). Edizioni critiche dell'opera di Ierocle sono apparse a cura di Gustav Parthey e August Burckhardt. Un importante studio sul Synecdemus, con la traduzione in lingua francese, apparve nel 1939 a cura di Ernest Honigmann.
Il Synecdemus di Ierocle non va confuso con il libro di preghiere omonimo della Chiesa greco-ortodossa.

## Edizioni
- (EL, LA)  Hieroclis Synecdemus et notitiae graecae episcopatuum, accedunt Nili Doxapatrii notitia patriarchatuum et locorum nomina immutata, ex recognitione Gustavi Parthey, Berolini (Berlino) 1866
- (EL, LA)  Hieroclis Synecdemus, accedunt fragmenta apud Constantinum Porphyrogennetum servata et nomina urbium mutata, recensuit Augustus Burckhardt, Lipsiae 1893
- Le Synekdèmos d'Hiéroklès et l'opuscule géographique de Georges de Chypre, Texte, introduction, commentaire et cartes par Ernest Honigmann. Bruxelles, Editions de l'Institut de Philologie et d'Histoire Orientales et Slaves, 1939